# 山塘駅
山塘駅（さんとうえき）は、中華人民共和国湖南省長沙市岳麓区にある3号線と西環線の駅である。

## 駅構造
- 島式ホーム1面

## 駅周辺
- 海棠春暁広場
- 聯江公園
- 山塘村
- 蓮坪大道
- 洋湖街道弁事処
- 湘江歡楽城